# 平戸萌
平戸 萌（ひらと もえ、1983年 - ）は、日本の小説家。神奈川県生まれ。一橋大学大学院社会学研究科修士課程修了。

## 経歴
2014年に「オーバー・ザ・カウンター」、2018年に「春の朝」（安住蕗子名義）でそれぞれすばる文学賞最終候補に選ばれる。
2022年、「私が鳥のときは」で第4回氷室冴子青春文学賞大賞受賞。2023年、同作に書き下ろしを加えた『私が鳥のときは』を刊行し単行本デビューする。

## 作品リスト

### 単行本
- 『私が鳥のときは』（河出書房新社、2023年11月）
  - 私が鳥のときは - 第4回氷室冴子青春文学賞大賞受賞作
  - アイムアハッピー・フォーエバー - 書き下ろし

### 単行本未収録作品
- 「あたりくじを見つけたら」 - 『小説新潮』2024年6月号
- 「産声」 - 『スピン/spin』第8号（2024年6月）
- 「檸檬の家」 - 『小説すばる』2024年8月号
- 「ドライブイン・眺め」 - 『季刊asta』VOL.12（2024年7月）